# トム・ベレンジャー
トム・ベレンジャー（Tom Berenger, 本名 Thomas Michael Moore, 1949年5月31日 - ）は、イリノイ州シカゴ出身の米国の俳優。アイルランド系アメリカ人。

## 来歴
ミズーリ大学在学中に受験した『バージニア・ウルフなんかこわくない』の舞台オーディションに合格したことを機に、俳優を志すようになる。
1970年代にニューヨークに移住し、オフ・ブロードウェイで着実にキャリアを積み重ねる。
下積み生活が長く続いたが、1986年公開の映画『プラトーン』における冷酷な軍曹バーンズに扮した演技が作品と共に高い評価を受け、その年のアカデミー助演男優賞にノミネートされ、ゴールデングローブ賞 助演男優賞を受賞した。
その後も、テレビドラマや映画で活躍。1990年代からはプロデューサーも務めている。
3度に及ぶ結婚の中で6人の子供を儲けている。

## 主な出演作品

### 映画
| 公開年 | 邦題 原題                                                                       | 役名                             | 備考                      |
| ------ | ------------------------------------------------------------------------------- | -------------------------------- | ------------------------- |
| 1977年 | ミスター・グッドバーを探して Looking for Mr. Goodbar                            | カリー                           |                           |
| 1979年 | 新・明日に向って撃て! Butch and Sundance: The Early Days                        | ブッチ・キャシディ               |                           |
| 1980年 | 戦争の犬たち The Dogs of War                                                    | ドルー                           |                           |
| 1982年 | 愛の謝肉祭 Oltre la porta                                                       | マシュー・ジャクソン             | 日本劇場未公開            |
| 1983年 | 再会の時 The Big Chill                                                          | サム・ウェバー                   |                           |
| 1983年 | エディ&ザ・クルーザーズ Eddie and the Cruisers                                  | フランク・リッジウェイ           | 日本劇場未公開            |
| 1985年 | Mr.早射ちマン Rustlers' Rhapsody                                                | Rex O'Herlihan                   | 日本劇場未公開            |
| 1986年 | プラトーン Platoon                                                              | ボブ・バーンズ2等軍曹            |                           |
| 1987年 | 誰かに見られてる Someone To Watch Over Me                                       | マイク・キーガン                 |                           |
| 1988年 | 影なき男 Shoot to Kill                                                          | ジョナサン・ノックス             |                           |
| 1988年 | 背信の日々 Betrayed                                                             | ゲイリー・シモンズ               |                           |
| 1988年 | マフィア/最後の祈り Last Rites                                                  | Michael                          | 日本劇場未公開            |
| 1989年 | メジャーリーグ Major League                                                     | ジェイク・テイラー               |                           |
| 1989年 | 7月4日に生まれて Born on The Fourth of July                                     | ヘイズ軍曹                       |                           |
| 1990年 | トム・ベレンジャーの 探偵より愛をこめて Love at Large                           | Harry Dobbs                      | 日本劇場未公開            |
| 1990年 | ザ・フィールド The Field                                                        | ピーター                         | 日本劇場未公開            |
| 1991年 | プラスティックナイトメア/仮面の情事 Shattered                                   | ダン・メリック                   |                           |
| 1993年 | 山猫は眠らない Sniper                                                           | トーマス・ベケット               |                           |
| 1993年 | 硝子の塔 Sliver                                                                 | ジャック・ランズフォード         |                           |
| 1993年 | ゲティスバーグの戦い/南北戦争運命の三日間 Gettysburg                            | ジェイムズ・ロングストリート中将 | 日本劇場未公開            |
| 1994年 | メジャーリーグ2 Major League 2                                                  | ジェイク・テイラー               |                           |
| 1996年 | シェイド An Occasional Hell                                                     | アーネスト・デウォルト           |                           |
| 1997年 | 野獣教師 The Substitute                                                         | ジョナサン・シェイル             |                           |
| 1998年 | 相続人 The Gingerbread Man                                                      | ピート・ランドル                 |                           |
| 1998年 | 疑惑の幻影 Shadow of Doubt                                                      | ジャック・カンピオーニ           |                           |
| 1998年 | ワン・マンズ・ヒーロー One Man's Hero                                           | ジョン・ライリー                 | 日本劇場未公開            |
| 1999年 | タービュランス2 Turbulence 2: Fear of Flying                                    | サイクス                         | ビデオ作品                |
| 1999年 | デッド・リミット Diplomatic Siege/Enemy of My Enemy                             | バック・スワイン                 | 日本劇場未公開            |
| 2000年 | ザ・ハッカー Takedown                                                           | マッコイ・ロリンズ捜査官         |                           |
| 2000年 | エアブレイク Cutaway                                                            | レッド・ライン                   | 日本劇場未公開            |
| 2001年 | ハリウッド・ゲーム The Hollywood Sign                                           | トム・グリーナー                 | 日本劇場未公開            |
| 2001年 | トム・ベレンジャー in 処刑岬 Watchtower                                         | アート・ストーナー               |                           |
| 2001年 | トゥルー・ブルー True Blue                                                      | レミー・メイシー                 | 日本劇場未公開            |
| 2001年 | トレーニング デイ Training Day                                                  | スタン                           |                           |
| 2002年 | 山猫は眠らない2 狙撃手の掟 Sniper 2                                             | トーマス・ベケット               | テレビ映画                |
| 2002年 | D-TOX D-Tox                                                                     | ハンク                           |                           |
| 2004年 | 山猫は眠らない3 決別の照準 Sniper 3                                             | トーマス・ベケット               | ビデオ作品                |
| 2005年 | 殺人課刑事 Detective                                                            | マルコム・エーンズリー           | テレビ映画                |
| 2008年 | ベルベット・スパイダー Stiletto                                                 | ヴァージル・ヴァダロス           | 日本劇場未公開            |
| 2008年 | トム・ベレンジャー 逃亡者 Amber Alert: Terror on the Highway                    | ラーサン                         | テレビ映画                |
| 2009年 | THE HITMAN チャーリー・バレンタイン Charlie Valentine                           | ベッカー                         | 日本劇場未公開            |
| 2009年 | スネーク・ダイヴ Silent Venom                                                   | Admiral Bradley Wallace          |                           |
| 2010年 | スモーキン・エース2 Smokin' Aces 2: Assassins Ball                              | ウォルター・ウィード             | ビデオ作品                |
| 2010年 | ルール 無法都市 Sinners and Saints                                              | トラハン                         | 日本劇場未公開            |
| 2010年 | インセプション Inception                                                        | ピーター・ブラウニング           |                           |
| 2010年 | ファースター 怒りの銃弾 Faster                                                  | 刑務所長                         |                           |
| 2011年 | 山猫は眠らない4 復活の銃弾 Sniper Reloaded                                      | トーマス・ベケット               | 写真のみ                  |
| 2011年 | ラスト・トリック Last Will                                                      | フランク・エメリー               | 日本劇場未公開            |
| 2012年 | ブレーキ Brake                                                                  | ベン・レイノルズ                 |                           |
| 2014年 | インファナル・ディール 野蛮な正義 Bad Country                                   | リュタン                         | 日本劇場未公開            |
| 2014年 | 山猫は眠らない5 反逆の銃痕 Sniper: Legacy                                       | トーマス・ベケット               | ビデオ作品                |
| 2014年 | ゲットバッカーズ Reach Me                                                       | テディ                           | 日本劇場未公開            |
| 2015年 | インパクト・アース Impact Earth                                                 | ハーバート・スローン             | 日本劇場未公開            |
| 2017年 | 山猫は眠らない7 狙撃手の血統 Sniper: Ultimate Kill                              | トーマス・ベケット               | ビデオ作品                |
| 2017年 | バッド・ネゴシエーター Cops and Robbers                                         | ランドルフ                       | 日本劇場未公開            |
| 2018年 | バルジ・ソルジャーズ Battle of the Bulge: Wunderland                            | マッカリー少佐                   | 日本劇場未公開            |
| 2019年 | ディア・スナイパー Blood and Money                                              | ジム・リード                     | 日本劇場未公開            |
| 2020年 | もう、歩けない男 Adam                                                           | ジェリー                         |                           |
| 2020年 | 山猫は眠らない8 暗殺者の終幕 Sniper: Assassin's End                             | トーマス・ベケット               |                           |
| 2020年 | バルジ・ソルジャーズ ナチスvs連合軍、最後の決戦 Battle of the Bulge: Winter War | マッカリー                       |                           |
| 2022年 | The Most Dangerous Game                                                         | Benjamin Colt                    |                           |
| 2022年 | ブラック・ダイハード Black Warrant                                              | ニック・ファルコーニ             | 日本劇場未公開 吹替：橘諒 |
| 2024年 | ネイビーシールズ 空港占拠 One More Shot                                         | マイク・マーシャル               | 日本劇場未公開            |

### テレビドラマ
- チャンピオンへの道 Flesh & Blood （1979年）
- 明日があるなら If Tomorrow Comes （1986年）
- トム・ベレンジャーの エスピオナージ・エクスプレス In the Company of Spies （1999年）
- アリー my Love Ally （2001年 - 2002年） 第5シーズン
- ワシントンDCの陰謀 Capital City （2002年）
- サード・ウォッチ Third Watch （2003年）
- ピースメイカーズ ワイルド・ウエスト殺人事件 Peacemakers （2003年）
- スティーヴン・キング 8つの悪夢「ロード・ウイルスは北にむかう」 Nightmares & Dreamscapes: From the Stories of Stephen King: The Road Virus Heads North （2006年）
- ホームタウン 〜僕らの再会〜 October Road （2006年）
- XIII サーティーン:ザ・シリーズ XIII: The Series （2011年）
- 宿敵 因縁のハットフィールド&マッコイ Hatfields & McCoys （2012年）
- Major Crimes 〜重大犯罪課 Major Crimes （2013年 - 2015年）
- HAWAII FIVE-0 Hawaii Five-0 （2014年） 第4シーズン第17話
- Training Day （2017年）